# Мулатка
«Мулатка» (ісп. La mulata) —  картина іспанського художника Дієго Веласкеса (1599—1660) на побутову тему.

## Мулати
Діти від суміжних шлюбів між представниками іспанців і негритянок звалися мулатами. Зазвичай до них відносилися без поваги та не давали ані освіти, ані можливості зайняти високе місце в суспільній ієрархії. Вони десятиліттями поповнювали армію іспанських ремісників, помічників ремісників, слуг, рабів тощо.

## Картина Веласкеса
Героїнею однієї картини ранішнього періоду творчості художника і стала мулатка. Пригноблена дівчина стоїть похмуро й утомлено. Небагатий вибір речей на простому дерев'яному столі показник, що це кухня. Дівчину мулатку місяцями смикають з дрібними завданнями і завалюють важкою працею. Її доля — завжди бути помічницею кухаря і малопоміченою служницею в домі. Сум головує в житті мулатки і вона цього не приховує. Навіть художника це збентежило. І заради переведення картини в інший щабель, в вікні кухні він малює сцену Христа в Еммаусі. Але це два надзвичайно віокремлені світи, ніяк не пов'язані один з другим.